# 维斯考
维斯考（德語：Wieskau，發音：[ˈviːskaʊ]）是德国萨克森-安哈尔特州安哈尔特-比特费尔德县曾经的一个市镇，面积6.8平方千米，2006年12月31日人口为314人。2010年1月1日，维斯考与另外17个市镇合并为新市镇南安哈尔特。